# Krasokvět žlutý

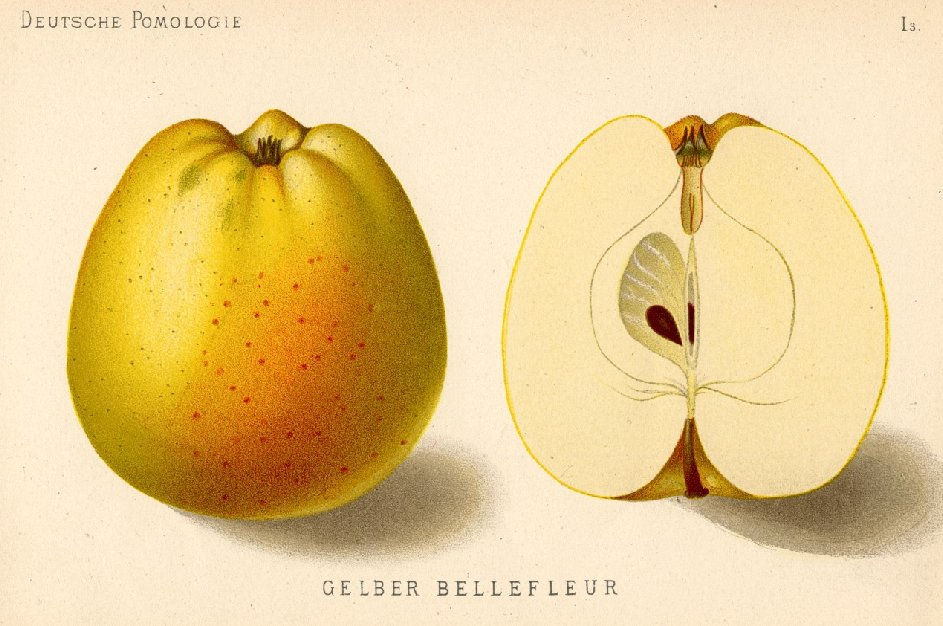
'Krasokvět žlutý' na ilustraci z roku 1883.

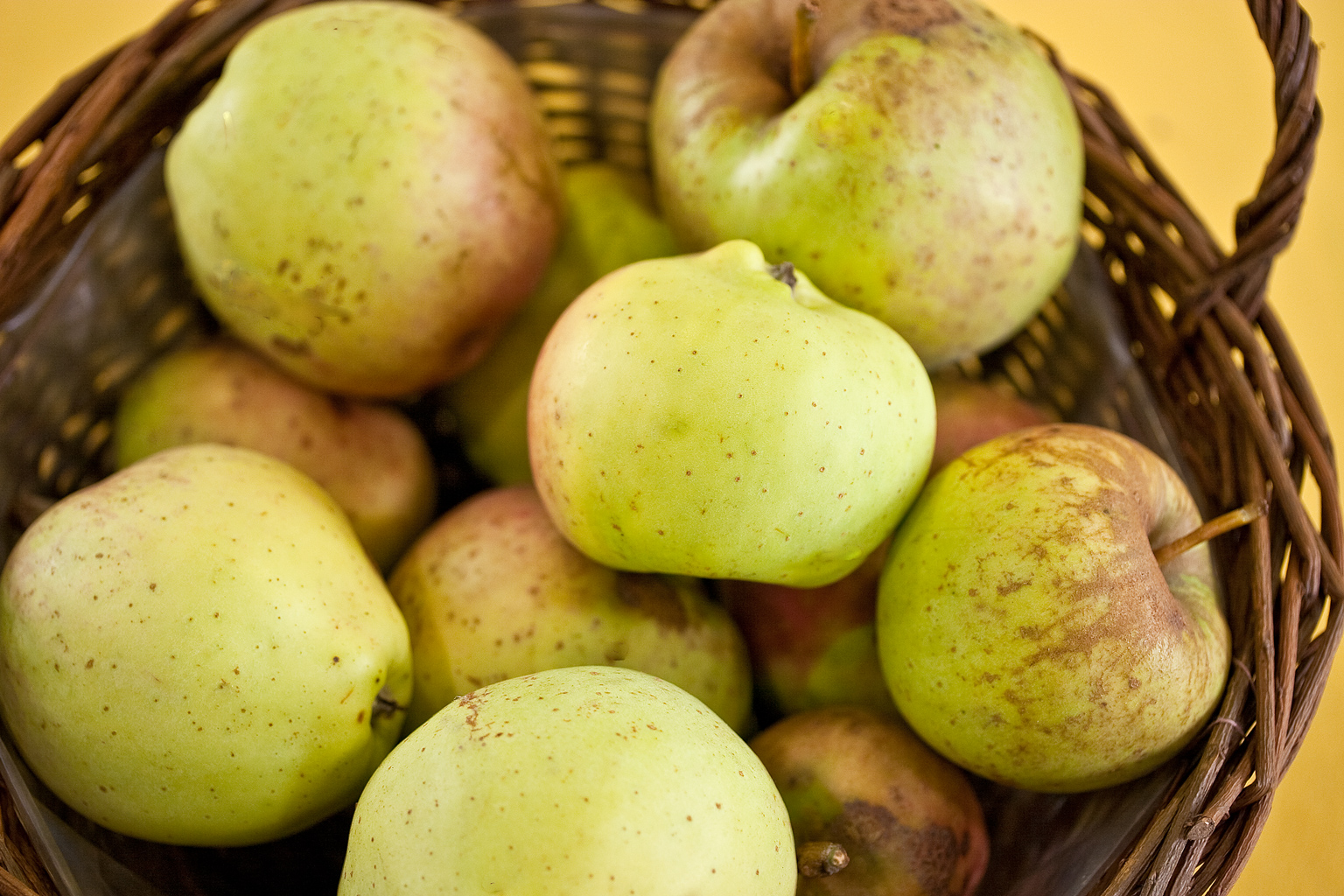
'Krasokvět žlutý'

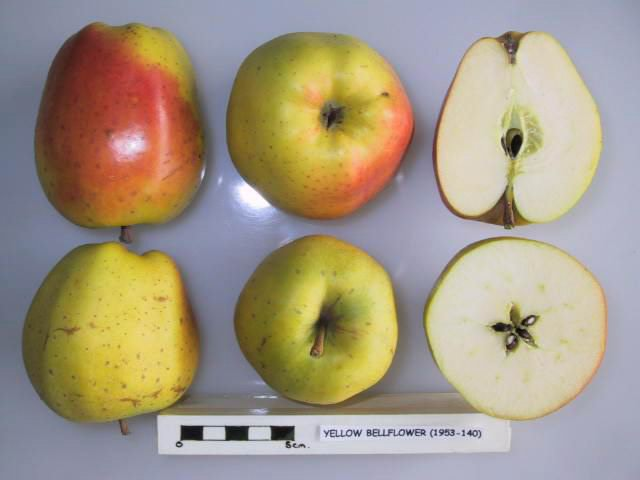
'Krasokvět žlutý', National Fruit Collection

Krasokvět žlutý (Malus domestica 'Krasokvět žlutý') je ovocný strom, kultivar druhu jabloň domácí z čeledi růžovitých. Řadí se mezi zimní odrůdy.

## Historie

### Původ
Pochází z USA, z Burlingtonu ve státě New Jersey. V Severní Americe byl rozšířen již na počátku 19. století.

### Rozšíření
V Evropě se hojně pěstoval v teplejších oblastech, zejména ve Francii a v jižních oblastech někdejšího Sovětského svazu. Na území bývalého Československa se rozšířil zejména ve vinařských oblastech. Do konce 20. století ale prakticky z kultury vymizel.

### Synonyma (dle N.F.C.)
Belfiore giallo, Belfler zheltyi, Bell Flower, Bell-Flower, Belle Fleur jaune, Belle Flavoise, Belle Fleur, Belle Flower, Belle-Flavoise, Belle-Fleur, Belle-Fleur jaune, Belle-Fleur Yellow, Belle-Flower, Bellefleur jaune, Bellefleur Yellow, Belleflour jaune, Bellflower, Bishop's Pippin, Bishop's Pippin of Nova Scotia, Calville Metzger, Connecticut Seek-no-Further, Frumos galben, Gelber Belle Fleur, Gelber Belle-Fleur, Gelber Bellefleur, Gelber englischer schon bluhender Apfel, Gelber Englischer Schonbluhender, Gelber Englischer Schonbluhender Apfel, Gold Calvill, Gul Bellefleur, Gul Bellflor, Jalt Belflior, Jellow Belle flower, Jioltti belflior, Krasokvět Americký, Krasotvet, Lady Washington, Lincoln Pippin, Lineous Pippin, Linnaeus Pippin, Linneous Peppin, Linneous Pippin, Linneusza, Linnoeus Pippin, Linocus Pippin, Linous Pippin, Metzger Apfel, Metzger Calvill, Metzger Calville, Metzger's Calvill, Metzgerapfel, Metzgers Calvill, Metzgers Calville, Metzgers Kalvill, Mrs. Barron, Pepin de Linne, Pepina Lineusza, Pepina Linneusza, Pepina Linneyo, Reinette Musc, Reinette Musque, Reinette Musquee, Sarga Belle-fleur, Sarga szopviragu, Seek-no-Further, The Bishop Pippin, Warren Pippin, Weisser Metzger Apfel, Weisser Metzgerapfel, Westfield Seek-no-Further, White Belle-Flower, White Bellflower, White Detroit, Yellow Belle Fleur, Yellow Belle Flower, Yellow Belle-Fleur, Yellow Bellefleur, Yellow Bellfleur, Zluty Kveton 

## Vlastnosti

### Růst
Roste velmi bujně, nepravidelně a dobrý růst si udržuje i v plné plodnosti. Pro křivý růst je vhodné roubování na kmenotvornou podnož. Vytváří dlouhé letorosty s tenkým, převislým plodným obrostem. Nesnáší tvarovací řez, provádí se pouze řez prosvětlovací. Větve postupně převisají a proto je vhodným tvarem polokmen nebo vysokokmen. Vyžaduje bujně rostoucí podnože, protože na slabě rostoucích podnožích málo rodí.

### Plodnost a zralost
Plodí středně brzy, zpočátku dosti pravidelně, ale méně; později středně hojně, ale spíše střídavě. Plody jsou nasazeny jednotlivě, většinou na koncích tenkého obrostu. Plody dobře drží na stromě a sklízejí se v polovině října.

### Plod
Plody jsou nepravidelně kuželovité, u kalichu slabě žebernaté, větší. Základní barvou plodů je zelenavě bílá, později zlatožlutá s nenápadným načervenalým líčkem na osluněné straně. Lenticely jsou nápadné, vystouplé, s výrazným červeným ohraničením. Slupka je suchá, mírně drsná, pololesklá. Dužnina je žlutobílá, žilkovitě nazelenalá, křehká, šťavnatá, chuťově sladce navinulá, kořenitá, aromatická, dobrá až velmi dobrá, ale její chuťové vlastnosti dost ovlivňuje stanoviště. Dužnina na řezu jen velmi slabě hnědne. Sklízené plody jsou náchylné k poškození při manipulaci (například při použití česáčků), ale rány po mechanickém poškození zaschnou, zkorkovatí a nehnijí. Plody konzumně dozrávají v prosinci, vydrží do března, přičemž si zachovávají chuťové vlastnosti, pouze slabě vadnou. Při skladování při teplotě okolo 0 °C plody hnědnou.

### Choroby a škůdci
Strupovitostí a padlím trpí silněji. Plody jsou náchylné k hořké skvrnitosti. Proti mrazu je dostatečně odolný.

## Hodnocení
Před 2. sv. válkou velmi oblíbené zimní jablko bylo postupně nahrazeno novějšími odrůdami ( 'Zvonkové', 'Ontario', 'Golden Delicious' ad.), které se dají pěstovat intenzivním způsobem a jsou podstatně úrodnější. Dalším negativem je fakt, že kvalita plodů je velmi závislá na kvalitě stanoviště.